# Shine On You Crazy Diamond
"Shine on You Crazy Diamond" é uma composição de nove partes do Pink Floyd, com letras escritas por Roger Waters, em tributo ao ex-membro da banda Syd Barrett, e melodia escrita por Waters, Richard Wright, e David Gilmour. Ela foi tocada pela primeira vez na sua turnê pela França em 1974. Foi gravada em 1975 para o álbum conceitual Wish You Were Here. A intenção era de uma música para um lado completo do vinil como "Atom Heart Mother" e "Echoes", mas a música cresceu tanto que dois lados do disco tiveram de ser usados. Ela foi separada em duas partes e usada para abrir e finalizar o álbum.

## Outras mídias
Em dezembro de 2018, a música foi objeto de um episódio da série Soul Music, da BBC Radio 4, examinando sua influência cultural, incluindo uma entrevista com Gilmour sobre como a música foi composta.